# 風林火山館
風林火山館（ふうりんかざんかん）は、かつて山梨県北杜市長坂町の山梨県営八ヶ岳牧場内に設置された時代劇用のオープンセットで、撮影が行われていない時には一般に公開されていた。

## 概要
山梨県北巨摩郡は八ヶ岳山麓にあって牧場が多くて必要な多数の馬も調達しやすく、首都圏にあるという利便性もあって、従来から広大な面積を必要とする大規模な合戦場面の撮影現場となってきた。2006年の合併により同じ北杜市に編入された旧小淵沢町は合戦場面だけでなく時代劇に必要な戦国時代の館を再現したオープンセット「戦国の館」を設置し、観光振興も兼ねた経済政策として多くの時代劇撮影を誘致してきた。
2007年放送のNHK大河ドラマ『風林火山』は風林火山を軍略・旗印とした戦国大名・武田信玄を主人公とした井上靖の同名の小説を原作とし、山梨県は舞台となる甲斐国のご当地であり、ドラマの主人公となった山本勘助のものと伝わる墓がある縁もあり、旧小淵沢町の施策にならってドラマ撮影を誘致するため、北杜市が設置したオープンセットが風林火山館である。
- 設置主体：北杜市
- 建設費：1億7000万円
- 敷地：北杜市長坂町小荒間2112番地 山梨県営八ヶ岳牧場内 19000m2（北杜市が山梨県から借用）
- 主なセット：主殿、櫓、大手門（堀を含む）、冠木門、唐門、長屋（延床面積772m2）
- 設計：重田重盛（時代劇映画などの美術監督経験と受賞多数）
- 建設・時代考証：東映京都撮影所（東映太秦映画村の設置主体）
- 着工：2006年7月10日、開館記念式典：2006年8月31日

2006年9月3日から実際にドラマの撮影が開始され、9月7日から一般公開された。
- 閉館：大河ドラマ放送終了後に見学客の減少、テナントの撤退に伴い、2008年12月に休館。2009年3月いっぱいで閉館し、以後2011年6月に土地の賃貸契約が終了するまでは撮影セットとして利用される。

## 撮影された主な映画・テレビドラマ
- 『風林火山』（2007年NHK大河ドラマ）
- 『天地人』（2009年NHK大河ドラマ）
- 『BALLAD 名もなき恋のうた』（2009年劇場公開映画作品）

## アクセス
- 車で
  - 中央自動車道小淵沢インターチェンジから清里方面へ約10分。
- 鉄道で
  - JR東日本中央線小淵沢駅からタクシーで約15分またはバスで約40分。
  - JR東日本小海線甲斐小泉駅から徒歩約60分。